# Карбонера
Карбонера је насеље у Италији у округу Тревизо, региону Венето.
Према процени из 2011. у насељу је живело 4276 становника. Насеље се налази на надморској висини од 18 м.

## Становништво
| 1951. | 1961. | 1971. | 1981. | 1991. | 2001. | 2011.  |
| ----- | ----- | ----- | ----- | ----- | ----- | ------ |
| 5.840 | 6.157 | 6.529 | 8.429 | 8.982 | 9.804 | 11.135 |